# 1,2,3 Soleils
1,2,3 Soleils è un album dal vivo dei cantanti algerini Rachid Taha, Khaled e Faudel, pubblicato nel 1998.

## Tracce
Disco 1
1. Khalliouni Khalliouni – 5:39
2. Menfi – 5:41
3. Eray – 4:40
4. N'ssi N'ssi – 5:14
5. Ida – 7:08
6. Baida – 5:42
7. Omri – 5:44
8. Voilà Voilà – 5:50
9. Indie – 5:38
10. Chebba – 5:30
11. Sahra – 4:42

Disco 2
1. Madeeh – 7:24
2. Wahrane Wahrane – 4:58
3. Les Ailes – 5:14
4. Le Camel – 5:28
5. Abdel Kader – 5:12
6. Bent Sahra – 7:21
7. Aïcha – 6:51
8. Tellement N'Brick – 9:10
9. Didi – 6:08
10. Ya Rayah – 7:28
11. Daiman – 4:15
12. Comme d'Habitude – 4:15